# دوراند (ويسكونسن)
دوراند (بالإنجليزية: Durand, Wisconsin)‏ هي قرية، fourth-class city ومقر المقاطعة تقع في الولايات المتحدة في مقاطعة بيبين. يقدر عدد سكانها بـ 1,931 نسمة ومساحتها 4.82 كم2 ووترتفع عن سطح البحر 219 متر.

## التركيبة السكانية
قام مكتب تعداد الولايات المتحدة بتحديد بيانات التركيبة السكانية لدوراند في تعداد الولايات المتحدة. في ما يلي، التركيبة السكانية حسب تعدادي 2000 و2010.

### تعداد عام 2000
بلغ عدد سكان دوراند 1,968 نسمة بحسب تعداد عام 2000، وبلغ عدد الأسر 829 أسرة وعدد العائلات 509 عائلة مقيمة في المدينة. في حين سجلت الكثافة السكانية 1,229.4 نسمة لكل ميل مربع (474.7/كم2). وبلغ عدد الوحدات السكنية 876 وحدة بمتوسط كثافة قدره 547.3 نسمة لكل ميل مربع (211.3/كم2).
وتوزع التركيب العرقي للمدينة بنسبة 98.93% من البيض و 0.20% من الأمريكيين الأصليين و 0.15% من الأمريكيين ذوي الأصول الآسيوية و 0.05% من سكان جزر المحيط الهادئ و 0.15% من الأمريكيين الأفارقة و 0.51% من عرقين مختلطين أو أكثر.
بلغ عدد الأسر 829 أسرة كانت نسبة 29.9% منها لديها أطفال تحت سن الثامنة عشر تعيش معهم، وبلغت نسبة الأزواج القاطنين مع بعضهم البعض 49.6% من أصل المجموع الكلي للأسر، ونسبة 9.8% من الأسر كان لديها معيلات من الإناث دون وجود شريك، وكانت نسبة 38.5% من غير العائلات. تألفت نسبة 35.3% من أصل جميع الأسر من أفراد ونسبة 20.5% كانوا يعيش معهم شخص وحيد يبلغ من العمر 65 عاماً فما فوق. وبلغ متوسط حجم الأسرة المعيشية 2.99، أما متوسط حجم العائلات فبلغ 2.29.
بلغ العمر الوسطي للسكان 41 عاماً. وكانت نسبة 24.8% من القاطنين تحت سن الثامنة عشر، وكانت نسبة 7.8% بين الثامنة عشر والأربعة وعشرون عاماً، ونسبة 24.4% كانت واقعةً في الفئة العمرية ما بين الخامسة والعشرون حتى والأربعة وأربعون عاماً، ونسبة 19.9% كانت ما بين الخامسة والأربعون حتى الرابعة والستون، ونسبة 23.1% كانت ضمن فئة الخامسة والستون عاماً فما فوق. يوجد لكل 100 أنثى 90.3 ذكر، ويوجد لكل 100 أنثى في الثامنة عشر من عمرها فما فوق 87.5 ذكر.
بلغ متوسط دخل الأسرة في المدينة 30,064 دولار، أما متوسط دخل العائلة فبلغ 42,260 دولار. وكان متوسط دخل الذكور 33,000 دولار مقابل 19,250 دولار للإناث. وسجل دخل الفرد الخاص بالمدينة 18,103 دولار. وكانت نسبة 7.6% من العائلات ونسبة 9.3% من السكان تحت خط الفقر، وكان من هؤلاء نسبة 10.2% تحت سن الثامنة عشر ونسبة 9.3% في الخامسة والستين من العمر وما فوق.

### تعداد عام 2010
بلغ عدد سكان دوراند 1,931 نسمة بحسب تعداد عام 2010، وبلغ عدد الأسر 838 أسرة وعدد العائلات 509 عائلة مقيمة في المدينة. في حين سجلت الكثافة السكانية 1,103.4 نسمة لكل ميل مربع (426.0/كم2). وبلغ عدد الوحدات السكنية 906 وحدة بمتوسط كثافة قدره 517.7 لكل ميل مربع (199.9/كم2).
وتوزع التركيب العرقي للمدينة بنسبة 98.1% من البيض و 0.5% من الأمريكيين الأصليين و 0.1% من الأمريكيين ذوي الأصول الآسيوية و 0.1% من سكان جزر المحيط الهادئ و 0.2% من الأمريكيين الأفارقة و 0.8% من عرقين مختلطين أو أكثر.
بلغ عدد الأسر 838 أسرة كانت نسبة 28.5% منها لديها أطفال تحت سن الثامنة عشر تعيش معهم، وبلغت نسبة الأزواج القاطنين مع بعضهم البعض 45.1% من أصل المجموع الكلي للأسر، ونسبة 11.2% من الأسر كان لديها معيلات من الإناث دون وجود شريك، بينما كانت نسبة 4.4% من الأسر لديها معيلون من الذكور دون وجود شريكة وكانت نسبة 39.3% من غير العائلات. تألفت نسبة 35.3% من أصل جميع الأسر من أفراد ونسبة 18.4% كانوا يعيش معهم شخص وحيد يبلغ من العمر 65 عاماً فما فوق. وبلغ متوسط حجم الأسرة المعيشية 2.83، أما متوسط حجم العائلات فبلغ 2.20.
بلغ العمر الوسطي للسكان 44.2 عاماً. وكانت نسبة 22.5% من القاطنين تحت سن الثامنة عشر، وكانت نسبة 8% بين الثامنة عشر والأربعة وعشرون عاماً، ونسبة 20.7% كانت واقعةً في الفئة العمرية ما بين الخامسة والعشرون حتى والأربعة وأربعون عاماً، ونسبة 27.1% كانت ما بين الخامسة والأربعون حتى الرابعة والستون، ونسبة 21.8% كانت ضمن فئة الخامسة والستون عاماً فما فوق. وتوزع التركيب الجنسي للسكان بنسبة 47.6% ذكور و52.4% إناث.